# Cờ nhà nước

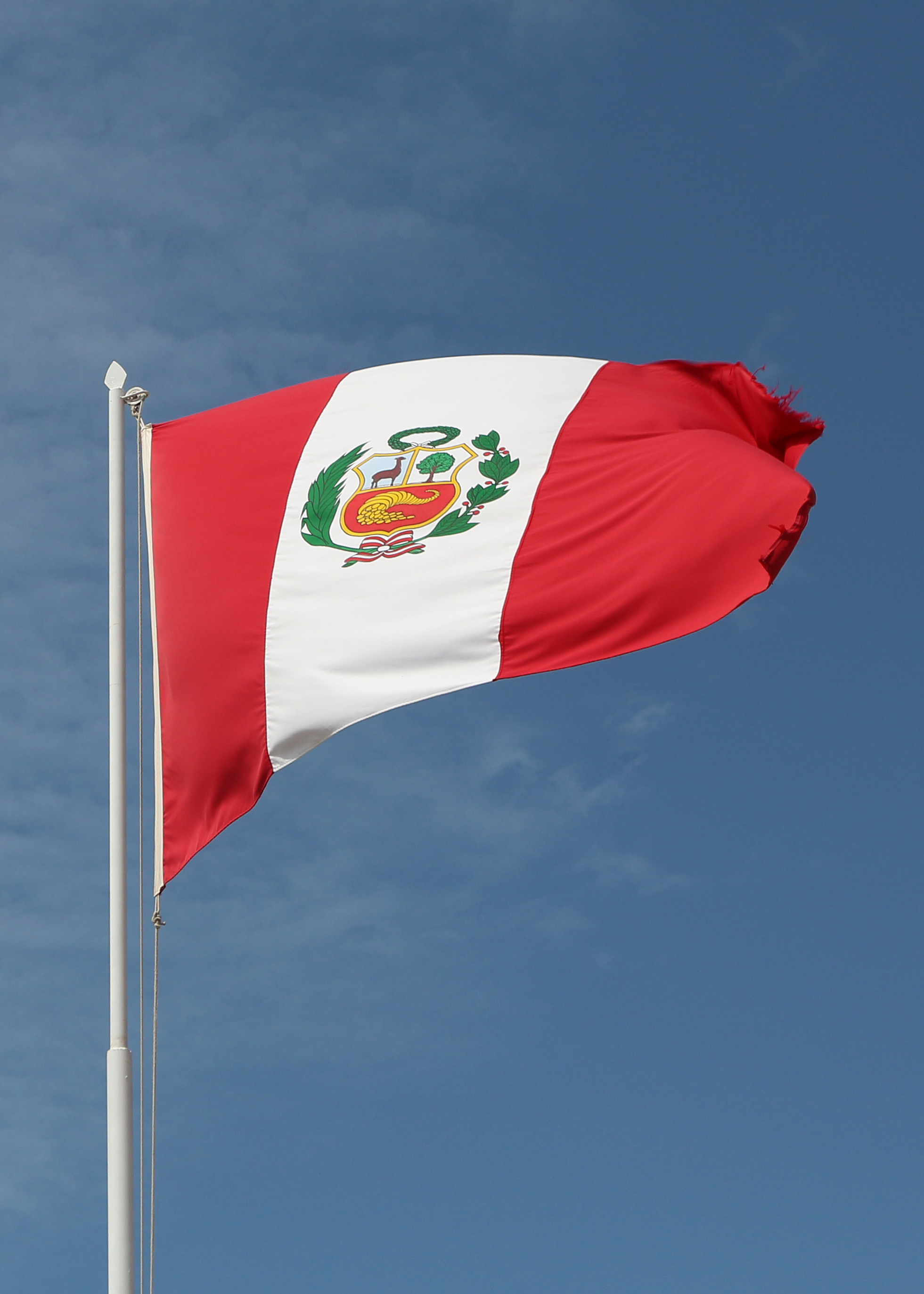
Cờ nhà nước Peru là một phiên bản của quốc kỳ mang quốc huy ở giữa.

Theo định nghĩa Kỳ học, một lá cờ nhà nước là một lá cờ của nhà nước, một quốc gia có chủ quyền,  hoặc một bang (thuộc một liên bang).

## Cờ chính phủ
Một lá cờ nhà nước có thể là một biến thể của quốc kỳ hoặc một thiết kế hoàn toàn khác, chỉ được cho phép sử dụng bởi các cơ quan và chính quyền nơi đó (theo luật pháp hoặc phong tục địa phương) . Vì lẽ đó, những là cờ nà còn được gọi là cờ chính phủ.
Tại nhiều nuớc, cờ dân sự (cờ công dân được phép sử dụng) và cờ nhà nước là hoàn toàn giống nhau, nhưng tại các nước khác, cụ thể là Mỹ Latinh, Trung Âu, và Scandinavia, cờ nhà nước có thiết kế chi tiết hơn cờ dân sự, thường là thêm quốc huy lên thiết kế gốc. Các nước Scandinavian còn sử dụng cờ nhà nước có thiết kế đuôi nheo, nhằm dễ dàng phân biệt với cờ dân sự.
Hơn nữa, một nước còn có cờ hiệu nhà nước, một lá cờ riêng biệt được sử dụng bởi các tàu thuyền chính phủ (không có vũ trang) như tàu cảnh sát biển. Ví dụ như tàu chính phủ Vương quốc Anh sử dụng cờ hiệu xanh (lá cờ Union Jack nằm ở góc trên một nền xanh dương).
Cần tránh nhầm lẫm cờ nhà nước với những là cờ được các quân đội hoặc tổ chức vũ trang sử dụng, được gọi là quân kỳ và cờ hiệu và cờ hiệu hải quân.

## Các ví dụ tiêu biểu
|  | Cờ dân sự không bắt buộc của Andorra      |
|  | Cờ nhà nước và dân sự Andorra             |
|  | Cờ dân sự không bắt buộc của Argentina    |
|  | Cờ nhà nước và dân sự Argentina           |
|  | Cờ dân sự không bắt buộc của Áo           |
|  | Cờ nhà nước Áo                            |
|  | Cờ dân sự Đan Mạch                        |
|  | Cờ nhà nước Đan Mạch                      |
|  | Cờ dân sự El Salvador                     |
|  | Cờ nhà nước El Salvador                   |
|  | Dị bản cờ nhà nước El Salvador            |
|  | Cờ dân sự Phần Lan                        |
|  | Cờ nhà nước Phần Lan                      |
|  | Cờ dân sự và dị bản cờ nhà nước Đức       |
|  | Cờ nhà nước Đức                           |
|  | Cờ dân sự Haiti                           |
|  | Cờ nhà nước Haiti                         |
|  | Cờ dân sự và nhà nước Hungary (tỉ lệ 1:2) |
|  | Dị bản cờ dân sự Hungary (tỉ lệ 2:3)      |
|  | Cờ nhà nước không bắt buộc của Hungary    |
|  | Cờ dân sự Iceland                         |
|  | Cờ nhà nước Iceland                       |

## Cờ bang (trực thuộc liên bang)

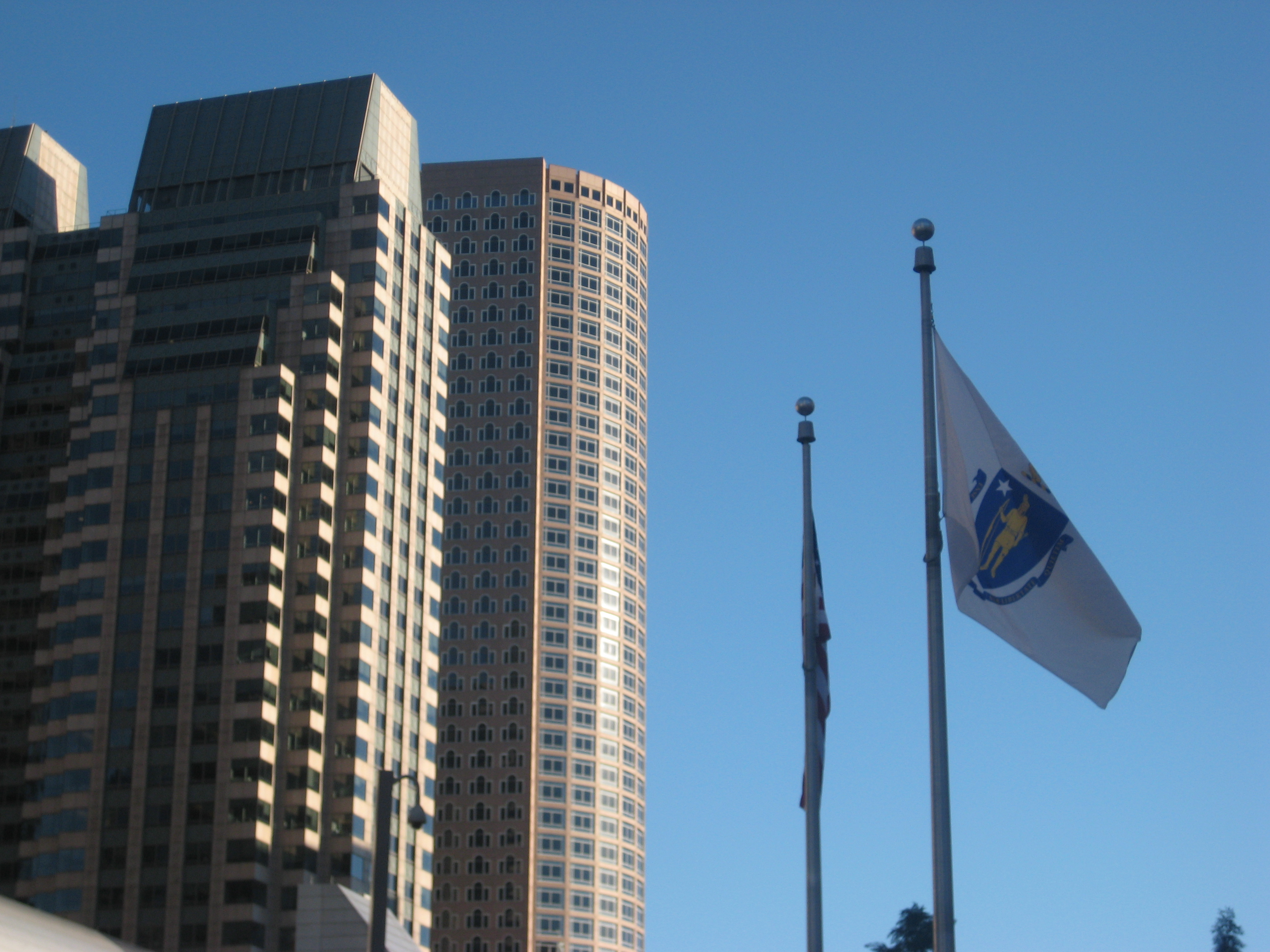
Cờ tiểu bang Massachusetts dược treo tại Boston, Massachusetts, Hoa Kỳ.

Tại Úc, Brazil và Hoa Kỳ, và nhiều nước theo thể chế liên bang khác, cờ bang là lá cờ chính thức của một bang hoặc một đơn vị hành chính.